# Amblyptilia direptalis
Amblyptilia direptalis là một loài bướm đêm thuộc họ Pterophoridae. Nó được tìm thấy ở Ethiopia, Kenya, Nam Phi, Tanzania, Ấn Độ và Sri Lanka.
Ấu trùng ăn Scutellaria discolor và Teucrium quadrifarium.